# 파랑새는 있다 (1997년 드라마)
《파랑새는 있다》는 1997년 4월 26일부터 1997년 11월 30일까지 방영된 KBS 2TV 주말 드라마 작품으로써 방송 70년 KBS 50년 특별기획으로 방송되었다.

## 기획 의도
아무리 절망적인 상황 속에서도 여전히 무엇인가를 좇는 차력사, 떠돌이 창녀, 3류 무명가수 등 사회 밑바닥 인간들의 삶을 통해 행복의 파랑새는 먼 곳이 아니라 바로 곁에 있음을 보여준다.

## 등장 인물

### 주요 인물
- 이상인 : 김병달 역 (아역: 최정 → 이인)

지리산에서 10년 간 수양하고 공중 부양을 하는 게 인생 최고의 목표인 청년으로 불의를 보면 참지 못한다. 라스베가스로의 진출이란 허황된 꿈을 안고, 도시로 내려와 차력단 코리아 브라더스 일원이 되어 백 관장을 스승으로 모시면서 점점 순수함을 잃어간다. 희경을 짝사랑하다 버림받고, 또 소라를 짝사랑을 하면서 진짜 목표와 육체적 능력을 비롯한 정체성을 잃으며 방황하다 정신을 차린다. 뒤늦게 봉미에 대한 자신의 사랑을 확인한다.
- 정선경 : 김봉미 역

초등학교 중퇴의 전직 창녀. 한글 맞춤법을 잘 모르지만 그림에는 소질이 있다. 선한 영혼이나 천방지축인 성격, 교양없는 언행, 거칠고 단정치 못한 외모로 동네 사람들에게 무시를 당한다. 빚에 쪼들려 자살을 시도하지만 이를 막아준 병달의 도움으로 셋방살이를 하게 되고, 병달을 짝사랑하게 된다. 커피 장사를 하다 카페 아마데우스에 취직하여 웨이트리스로 일한다. 다양한 인간 군상들을 만나고 어울리며 서서히 변화해가고, 주변 사람들에게 사랑받게 된다.

### 주변 인물
- 한진희 : 앤디 김(김판식) 역

샹그릴라의 MC, 병달의 집 주인
- 김수미 : 안승주(앤디 김의 처) 역

앤디 김과 재혼한 연상의 아내, 구멍가게 주인
- 백윤식 : 백종만 관장 역

aka. 백사기- 사기꾼 : 공중부양을 성공한 무술인. 칠성과 청풍이 공중부양을 목격하고 비밀에 붙였으나 후에 잡지에도 소개된 유명 무술인. , 또 다른 무술고수의 시샘으로 큰 싸움을 벌여 다리를 못 쓰게 되었다고 하나 확인 불가. 약장수의 우두머리나 앞에 나서서 약을 팔지 않으며, 환불요청 건만 나서서 해결을 한다. 정작 약 판 돈은 들고 매번 날라 동료들도 그를 믿지 못한다. 병달이 자신을 맹신한다는 것을 알고 그가 10년간 모은 천만원을 거짓말로 모두 털어 먹고 도주. 그것도 모자라 약 판 돈과 병달을 청풍에게 보내며 병달의 6개월치 봉급을 청풍에게 선불로 본인이 받아 챙겨 갔다.
- 박남현 : 박절봉 역 (아역: 오승윤)

차력단 코리아 브라더스, 병달의 동료이자 친구, 초반 병달보다 형인척 하며 병달을 꼬봉으로 부리려고 하지만, 병달에게 호되게 맞고, 전세가 역전되어 말은 친구이지만 돌아가는 상황은 절봉이 자주 병달에게 혼이 나는 등 꼬봉이 되어 있다.
- 송경철 : 이청풍 역

차력단 코리아 브라더스 사범
- 이미지 : 오주란(청풍의 처) 역

과거 술집 및 카페 마담(지난날 일명 오 마담)을 한 적 있음. 지금은 가정주부.
- 양금석 : 패티 정(정미숙) 역

샹그릴라 클럽 가수. 초반 인기가 없다는 이유로 밤무대에서 쫓겨나게 되자 딸 수진의 학비와 생활비를 벌기 위해 고군분투 하지만 뜻대로 잘 안 되어 몸을 팔아서라도 사장의 환심을 사려고 하지만 실패한다. 하지만 갑자기 사장의 마음이 변해 그녀를 재출연 시킨다. 허봉룡 사장의 따뜻한 공감(저도 홀아비이기 때문에 과부인 패티 정의 마음을 이해할 수 있어요.)과 배려(공부를 많이 하지 못한 패티 정을 배려하여 일부러 쉬운 문장만 씀)에 마음을 열었고, 두 분이 함께 노래 청실홍실을 부르면서 둘의 사랑을 보여주는 장면이 나옴.
- 명계남 : 곽노필 역

약장수, 후에 꽃가게 오픈해 대박을 친다.
- 하대경 : 곽성필 역

곽노필의 이복 형, 노달로 불림, 전직 약장수.
- 강수지 : 신희경 역

병달이 짝사랑하던 나이트클럽 가수(실제 가수)/ 3천만원을 받고 한 업소와 1년 전속 계약을 했으나, 다른 업소에는 계약된 곳이 없다고 하고 여러 업소에서 가수 활동을 하고 있다.
- 김지영 : 최지영(최 여사) 역

앤디 김의 어머니
- 김원배 : 조원배(조 상무) 역

샹그릴라 클럽 연예부장(겸 제3대 상무이사) - 샹그릴라 퇴사
- 김민정 : 이수진 역

패티 정의 여고생 딸, 가야금과 소리를 배우러 다녀서 엄마가 자신의 교육비를 벌기 위해 발을 동동 거리는 걸 늘 안쓰럽게 여기는 효녀. 국악 학원 선생님이 차라리 교육비 필요 없으니 배우러 오라고 했으나 엄마가 그러는 거 아니라고 가지 말라 해서 엄마의 말을 듣고 학원을 가지 않고 동네 어르신들을 위해 자주 소리를 부른다.
- 지윤환 : 김준호 역

앤디 김의 초등학생 아들

### 샹그릴라 클럽
- 이한위 : 브루스 리 역

샹그릴라의 1부 MC. 본명 이동필. 서울로 상경한 강원도 춘천 토박이 출신.
- 이창환 : 이찬우 사장 역

샹그릴라 첫 번째 사장. - 샹그릴라 사장 직함을 그만둠.
- 심양홍 : 심동수 사장 역

샹그릴라 두 번째 사장, 지독한 구두쇠인데 경영난으로 인하여 약 2억 여원을 까먹고 업소 매각 등과 함께 샹그릴라 사장 직함을 그만둠.
- 김성환 : 허봉룡 사장 역

샹그릴라 세 번째 사장, 본인의 강력한 의지로 인하여 샹그릴라 MC, 가수를 겸업한다. (무대 욕심이 많다). 패티 정과 함께 청실홍실을 부르는 장면에서 알 수 있듯이, 노래를 정말 잘 부르는 실력이 있기 때문에 가수를 겸업할 수 있는 것.
- 이종만 : 허종만(허봉룡 부) 역

봉룡의 아버지(충청도 사람을 편애함, 영자를 며느리감으로 찍어두고 편애한다.)
- 김성희 : 김영자 역

샹그릴라 클럽의 댄서(아버지는 교장선생, 교회 다님)
- 김여랑 : 김순임 역

샹그릴라 클럽의 댄서
- 명지연 : 명순미 역

샹그릴라 클럽 가수
- 김중배 : 김중배 역

샹그릴라 클럽 가수(실제 가수)
- 오은주 : 오은주 역

샹그릴라 클럽 가수(실제 가수)
- 강성민 : 김승철 역

샹그릴라 웨이터, 곽노필의 꽃가게에 취직
- 김소연 : 김미라 비서 역

심동수 사장의 비서(대졸 출신)
- 안성민 : 안용진 역

샹그릴라 클럽 가수
- 백신 : 백흥만 역

샹그릴라 웨이터
- 이원재 : 구교상 역

샹그릴라 첫 지배인 - 샹그릴라 퇴사
- 최석구 : 최학길 역

샹그릴라 제2대 지배인 - 샹그릴라 퇴사
- 김하균 : 임승문 역

샹그릴라 제3대 지배인 - 샹그릴라 퇴사
- 김형일 : 김형순 역

샹그릴라 제4대 지배인 - 샹그릴라 퇴사
- 김동수 : 박태구 역

샹그릴라 제5대 지배인 - 샹그릴라 퇴사
- 함석훈 : 강태욱(강 상무) 역

샹그릴라 제6대 지배인(겸 제2대 상무이사) ... 조원배 연예부 부장(샹그릴라 제3대 상무이사)의 전임 샹그릴라 상무 - 샹그릴라 퇴사
- 정명환 : 정승익(정 전무) 역

샹그릴라 제7대 지배인(겸 초대 전무이사) - 샹그릴라 퇴사
- 정한헌 : 도재호(도 전무) 역

샹그릴라 제8대 지배인(겸 제2대 전무이사) ... 타 업소 전무이사 출신의 샹그릴라 지배인 겸 전무이사
- 장광 : 주봉상(주 상무) 역

샹그릴라 제4대 상무이사 ... 샹그릴라 기획실장(사업기획실 실장)을 지낸 상무이사 - 샹그릴라 퇴사
- 박칠용 : 장득순(장 상무) 역

샹그릴라 제5대 상무이사 ... 샹그릴라 홍보실장(영업홍보실 실장)을 지낸 상무이사

### 그 외 인물
- 김은수 : 홍단옥 역

가짜 연변 기공술사 사기 전과 2범, 백 관장의 아이를 임신 결혼한다.
- 황정아 : 황순옥(황 마담) 역

카페 아마데우스 마담, 진퉁 사기꾼
- 김기현 : 김기철 역

김영자 아버지. 전직 초등학교 교장. 교회 다님.
- 유승봉 : 장세평 역

삼거리 약국 대표 약사
- 이재연 : 김도현 역

삼거리 약국 약사
- 박종설 : 김동웅 역

삼거리 약수터 아저씨 1
- 이원종 : 진득한 역

삼거리 약수터 아저씨 2
- 김천만 : 김언갑 역

오거리 비디오 가게 업주
- 설경구 : 설태승 역

오거리 비디오 가게 보이 - 1
- 박용우 : 박상득 역

오거리 비디오 가게 보이 - 2
- 한규희 : 한철준 역

오거리 만화 가게 업주
- 양동재 : 손구현 역

오거리 만화 가게 보이
- 진재영 : 진소라 역

단역 배우, 병달의 여자 친구
- 서윤재 : 서평숙 역

단역 배우, 소라의 친구
- 이춘식 : 서춘식 역

서평숙의 아버지
- 김창준 : 서창준 역

서평숙의 배다른 삼촌
- 강성진 : 서성진 역

서평숙의 오빠
- 오재성 : 오복성 역

차력사(실제 차력사), 봉미를 짝사랑함
- 임은희 : 장방울 역

아마데우스 아르바이트생
- 권오성 : 박길수 역

도망간 김봉미를 수소문하여 괴롭히는 사창가 깡패 길수
- 윤진호 : 길수의 수하 역

- 서범식 : 길수의 부하 1 역

- 박상현 : 길수의 부하 2 역

- 전무영 : 길수의 부하 3 역

- 이준우 : 길수의 부하 4 역

- 박인환 : 백 관장의 부친 역

(초반 한 컷 출연)
- 하지원 : 백 관장의 딸 역

(초반 한 컷 출연)
- 선동혁 : 서울 성북구 구청 행정과 과장 역

봉미가 순전히 보건소인줄 알고 다녀갔다가 번지수만 잘못 짚은 서울 성북구 구청 행정과 과장
- 이원발 : 서울 성북구 구청 위생과 과장 역

봉미가 순전히 보건소인줄 알고 다녀갔다가 번지수만 잘못 짚은 서울 성북구 구청 위생과 과장
- 황범식 : 서울 성북 보건소장 역

영자와 봉미가 함께 식중독 관련 검진을 받은 서울 성북 보건소장
- 유지연 : 서울 성북 보건소 간호사 역

영자와 봉미가 함께 식중독 관련 검진을 받은 서울 성북 보건소 간호사
- 김태영 : 서울 성북구 소재 중국집 수석 주방장 역

- 황덕재 : 서울 성북구 소재 중국집 차석 요리사 역

- 김철성 : 서울 성북구 소재 중국집 보조 요리사 1 역

- 김준모 : 서울 성북구 소재 중국집 보조 요리사 2 역

- 봉두개 : 워터파크 호텔 레스토랑 웨이터 역

- 반문섭 : 서울 마포구 소재 포장마차 사업주 남편 역

- 곽정희 : 서울 마포구 소재 포장마차 사업주 아내 역

- 한근욱 : 서울 성동구 소재 포장마차 사업주 역

- 유병준 : 서울 성동구 구청장 역

백 관장이 약장수 동료를 속이기 위해 구청장과 친분있는 척함.
- 류용진 : 서울 성동구 구청장 예하 비서관 역

- 김동석 : 서울 성동구 구청장 전용 드라이버 역

- 한범희 : 신희경과 밤길에 잠시 만나고 떠난 남자 역

- 남영진 : 샹그릴라 클럽 떠난 신희경이 새 둥지를 텄다가 결국 한 달만에 재차 떠난 타 업소(클럽 S 물랭 루주) 지배인 역

- 유태술 : 샹그릴라 클럽 떠난 신희경이 새 둥지를 텄다가 결국 한 달만에 재차 떠난 타 업소(클럽 S 물랭 루주) 진행MC 역

- 최운교 : 신재준 역

1997년 7월, 김병달에게 마지막 편지를 대신 전하고 떠나는 신희경의 막내 이복 삼촌
- 최병학 : 전직 호텔 부사장 역

백관장과 함께 황마담 사기치는 일당 중 꾀박사(동호회 회장)
- 백찬기 : 전직 호텔 이사장 역

- 맹호림 : 전직 호텔 부이사장 역

- 서학 : 전직 호텔 전임이사 역

- 신원균 : 전직 호텔 상무이사 역

- 안홍진 : 경찰서 파출소 지서 경찰관 역

- 서동수 : 경찰서 파출소 지서 형사 역

- 이일웅 : 이창신 역

서울 순수 독립 영화제작사 대표
- 이인성 : 이종득 역

서울 순수 독립 영화제작사 부대표
- 안병경 : 안형오 역

서울 순수 독립 영화제작사 이사장
- 구보석 : 구대춘 역

서울 순수 독립 영화제작사 상무이사
- 이청 : 이청섭 역

서울 순수 독립 영화제작사 제작부 부장
- 윤순홍 : 영화감독 역

북으로부터 온 편지 - 감독
- 이지형 : 조감독 역

북으로부터 온 편지 - 조감독
- 임선택 : 영화감독 역

쏠롱 고 - 감독
- 박병택 : 조감독 역

쏠롱 고 - 조감독
- 박상조 : 영화감독 역

일지매 - 감독
- 권오현 : 조감독 역

일지매 - 조감독
- 신국 : 영화 극중 사또 역

일지매 - 조연
- 박정철 : 영화 극중 포졸 역

일지매 - 단역
- 김혜정 : 동네 분식점 아줌마 역

- 송금식 : 최칠성 역

백 관장 따라다니는 약장수 동료/ aka. 최사범
- 손종범 : 박석구 역

백 관장 따라다니는 약장수 동료/ aka. 박형
- 원풍연 : 원혁수 역

백 관장 따라다니는 약장수 동료
- 민경진 : 민호남 역

백 관장의 후배
- 이진숙 : 정한순 역

곽성필의 이혼한 전처. 곽성필과 이혼 후 충청북도 청주 거주. 한식당 주방장.
- 곽세련 : 곽세주 역

곽성필의 딸. 어머니 정한순이 양육을 맡음.
- 유금란 : 유금자(앤디 김 전 부인) 역

준호(앤디 김 아들) 생모. 앤디 김(김판식)의 이혼한 전처.
- 이기철 : 조기철 역

광운대학교 공과대학 산업공학과 학사 출신(1991년 2월)이며 1997년 8월 당시 내년도 춘계 천안대학교 신학대학원 신학 석사 과정 입학 준비생으로 고향은 경상남도 김해.
- 이대로 : 조대원 역

조기철 아버지. 경상남도 김해 토박이.
- 김진화 : 선우진화 역

조기철의 자형. 조대원의 맏사위 선우씨(선우 서방). 경상남도 창원 토박이.
- 장영주 : 장씨 역

삼거리 꼬치어묵 장수.
- 탁재인 : 탁삼화 역

삼거리 삼화 한약방 대표 업주(한약사).
- 신수강 : 황보씨 역

오거리 선지 국밥집 대표 업주.

### 특별출연
- 서상억 : 서상억 역

충청남도 천안 출생으로 고향 천안을 떠나 가수로 제법 성공하여 1997년 8월 초순 서울 샹그릴라 클럽 무대를 특별 방문 공연한 가수

## 수상 경력
- 1997년 KBS 연기대상 남자 신인상 이상인
- 1997년 KBS 연기대상 여자 우수상 정선경
- 1997년 KBS 연기대상 여자 조연상 양금석

## 경쟁 프로그램
- 신데렐라
- 예스터데이
- 그대 그리고 나 (이상 MBC)

## 편성 변경
- 1997년 11월 16일 - 9시 40분부터 프랑스 월드컵 아시아지역 최종예선 <일본 VS 이란> 중계가 편성되어 7시 35분에 방영됨

## 참고 사항
- 당초 제목은 <파랑새는 없다>였으나 부정적이라는 이유로 방송국 고위층에서 제목을 변경했다.
- 당초 <첫사랑>의 후속으로는 <폭풍 속으로>가 예정되었으나 월화드라마 <내 안의 천사> 후속으로 변경되면서 해당 드라마가 대신 편성되었다.
- 남주인공 김병달 역에는 이전에 주연을 맡은 적이 없던 이상인이 투박한 외모와 뛰어난 무술 실력으로 캐스팅되었으며, 파격적인 캐스팅으로 '<파랑새가 있다>의 왕자'라는 말까지 나왔다.[2]
- 여주인공 김봉미 역에는 당초 신인 배우가 발탁되었으나 더더욱더 연기력으로 믿을 만한 배우가 필요하다는 점에서 정선경이 최종 낙점되었다.[1]
- 이수진 역의 김민정은 당시 국악인인 부모의 뒤를 이어 가야금과 판소리를 익히는 평범한 여고생이었는데, 제작진의 우연한 연락으로 TV 드라마에 출연하게 되었다.[3]
- 인간 군상들의 어두운 면을 지나치게 부각하여 초반에는 동시간대 MBC <신데렐라>를 상대로 부진을 겪었다.[4] 갈등구조의 부족과 지나친 등장인물 수로 인한 산만한 극 분위기 또한 저조한 시청률의 원인으로 지적되었다.[5]
- 30개월 간 지켰던 주말극 시청률 1위 자리를 뺏기자[6] 당시 KBS 홍두표 사장은 해당 드라마에 '쓰레기'라는 악평을 하였으며, 방송위원회가 "아들이 따라할 수 있는 차력 장면을 자제해 달라"는 경고 공문을 보내면서 논란이 일어나기도 했다.[7]
- 그러나, 상대 드라마의 종영 후 등장인물들의 직업과 무대 배경을 바꾸면서[8] 극 분위기를 전환하였고, 점차 시청률이 상승[9]하여 30%대 중반의 시청률로 종영하였다.[10]
- 해당 드라마의 인기로 극 중 밤무대 가수로 출연한 양금석, 오은주, 밤업소 사장으로 출연한 김성환이 자사 가요 프로그램인 <가요무대>에 출연하였다.[11]
- 60부작(1997년 11월 16일)으로 종영 예정이었으나, 후속작 <웨딩드레스>가 배우들의 섭외 문제로 어려움을 겪자 4부 늘린 64부작(1997년 11월 30일)으로 막을 내렸다.
- 차별화된 소재와 등장인물[12] 등을 비롯하여, 사실적인 밑바닥 인생의 묘사, 실제 사회를 빗댄 해학과 풍자[13] 등으로 호평을 받아 기자들이 뽑은 97년 베스트 드라마 2위에 선정되었다.[14]